# شالچینه
شالچینه (به لهستانی:  Szalciny) یک روستا در لهستان است که در گمینا کوژنگتسا واقع شده‌است.